# Спогодба за депортиране на българските евреи
Спогодба за депортиране на българските евреи е спогодба между България и Германия от февруари 1943 г.
Подписана е от Александър Белев – началник на Комисариата по еврейските въпроси и Теодор Данекер – съветник по еврейските въпроси на Германия. В нея се предвижда депортиране на 20 000 евреи от „новите земи“. Тъй като в тях живеят 14 000, в тази квота са включени и около 6000 – 8000 „нежелани евреи“ от старите предели на България.